# Xenobuthus xanthus
Espèce
Xenobuthus xanthus est une espèce de scorpions de la famille des Buthidae.

## Distribution
Cette espèce est endémique du Dhofar en Oman.

## Description
Le mâle holotype mesure 38,15 mm et les femelles paratypes 39,62 et 44,75 mm.

## Publication originale
- Lowe, 2018 : « The genera Butheolus Simon, 1882 and Xenobuthus gen. nov. (Scorpiones: Buthidae) in Oman. » Euscorpius, no 261, p. 1-73 (texte intégral).